# Altensittenbach
Altensittenbach ist ein Gemeindeteil der Stadt Hersbruck im Landkreis Nürnberger Land (Mittelfranken, Bayern). Die Gemarkung Altensittenbach liegt zum Teil auf dem Gemeindegebiet von Hersbruck, teils auf dem Gemeindegebiet von Reichenschwand. Sie hat eine Fläche von 7,051 km² und ist in 2930 Flurstücke aufgeteilt, die eine durchschnittliche Flurstücksfläche von 2406,63 m² haben. In ihr liegen neben dem namensgebenden Ort die Gemeindeteile Hagenmühle und Kühnhofen.

## Geografie
Das Pfarrdorf liegt am Sittenbach, der unmittelbar südlich als rechter Zufluss in die Pegnitz mundet. Es bildet mit Hersbruck im Osten eine geschlossene Siedlung. Die Staatsstraße 2404 führt zur Bundesstraße 14 (0,5 km westlich) bzw. an der Hagenmühle vorbei nach Kühnhofen (2 km nordöstlich). Die Kreisstraße LAU 30 führt nach Hersbruck (1,5 km östlich).

## Geschichte
Altensittenbach wurde 1070 erstmals urkundlich erwähnt, als der Ort als Besitz der Familie Berg genannt wurde.
Mit dem Gemeindeedikt (frühes 19. Jahrhundert) wurde der Steuerdistrikt Altensittenbach gebildet, zu dem Hagenmühle und Kühnhofen. Zugleich entstand die Ruralgemeinde Altensittenbach, die deckungsgleich mit dem Steuerdistrikt war. Sie unterstand in Verwaltung und Gerichtsbarkeit dem Landgericht Hersbruck. Im Zuge der Gebietsreform in Bayern wurde die Gemeinde am 1. Juli 1976 nach Hersbruck eingegliedert. Ein kleiner Teil der Gemeinde war bereits am 1. Januar 1974 in die Stadt Hersbruck eingegliedert worden.

## Baudenkmäler
In Altensittenbach befinden sich zahlreiche Baudenkmäler, herausragend ist die evangelisch-lutherische Pfarrkirche Sankt Thomas.